# Boomerang (Elizabeth Bay)
Boomerang è una storica residenza della città di Sydney in Australia.

## Storia
La casa venne costruita nel 1926 per Frank Albert, un ricco editore musicale, e progettata dall'architetto Neville Hampson. Il giardino fu invece progettato da M.R. (Max) Shelley, forse in collaborazione con Hampson. Fu costruita sul sito di una casa precedente anch'essa chiamata Boomerang e facente parte di una schiera di case edoardiane costruite con una suddivisione del 1875 della tenuta di Elizabeth Bay.
Albert risiedette a Boomerang fino alla sua morte nel 1962, dopodiché la casa rimase chiusa ma curata da un custode fino al 1978.
La villa è stata inserita nel registro del patrimonio statale del Nuovo Galles del Sud il 2 aprile 1999.

## Descrizione
La villa, situata su un terreno con affaccio sulla baia di Sydney nel sobborgo di Elizabeth Bay, presenta uno stile neomissionario spagnolo.

## Galleria d'immagini

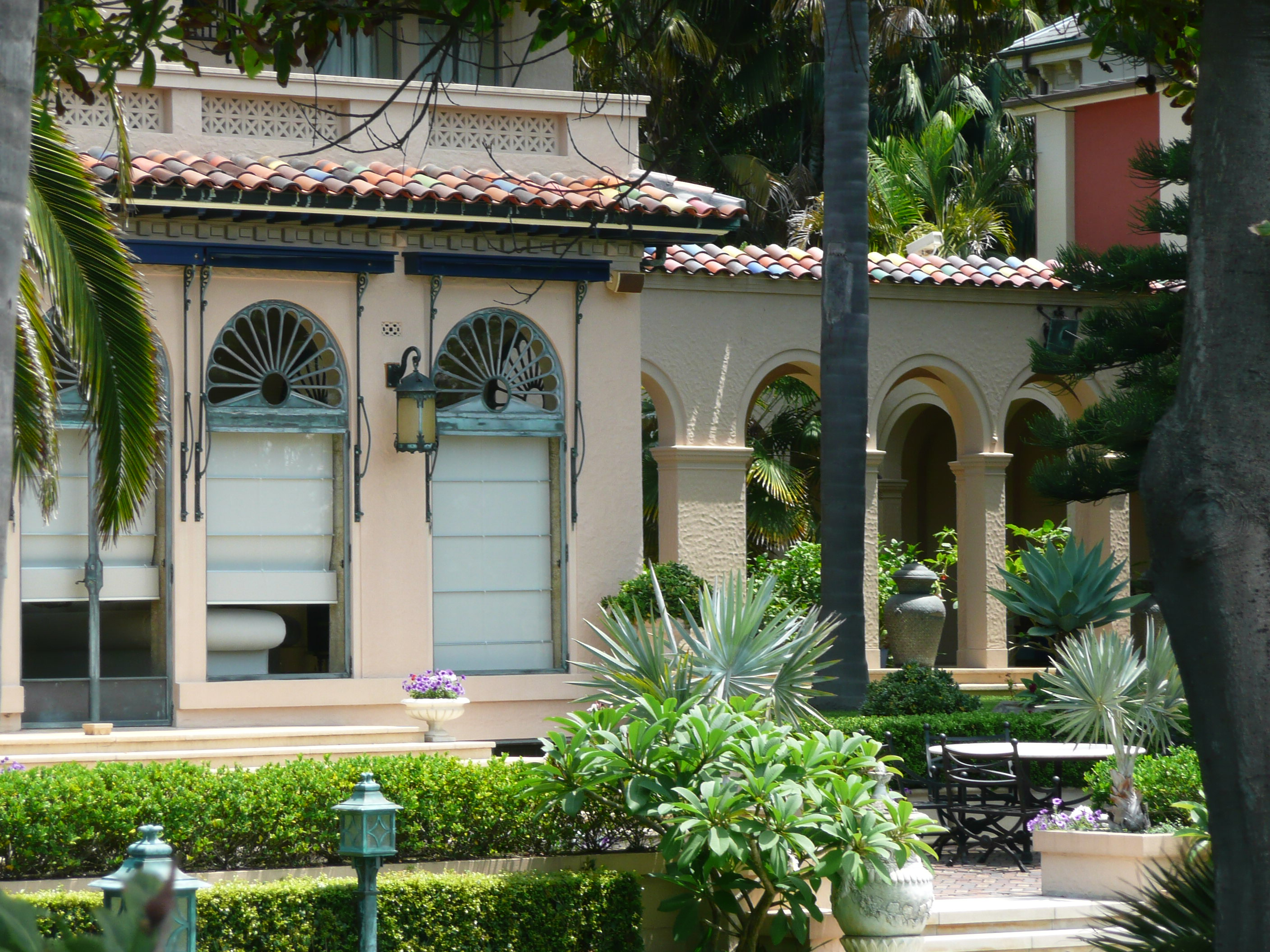
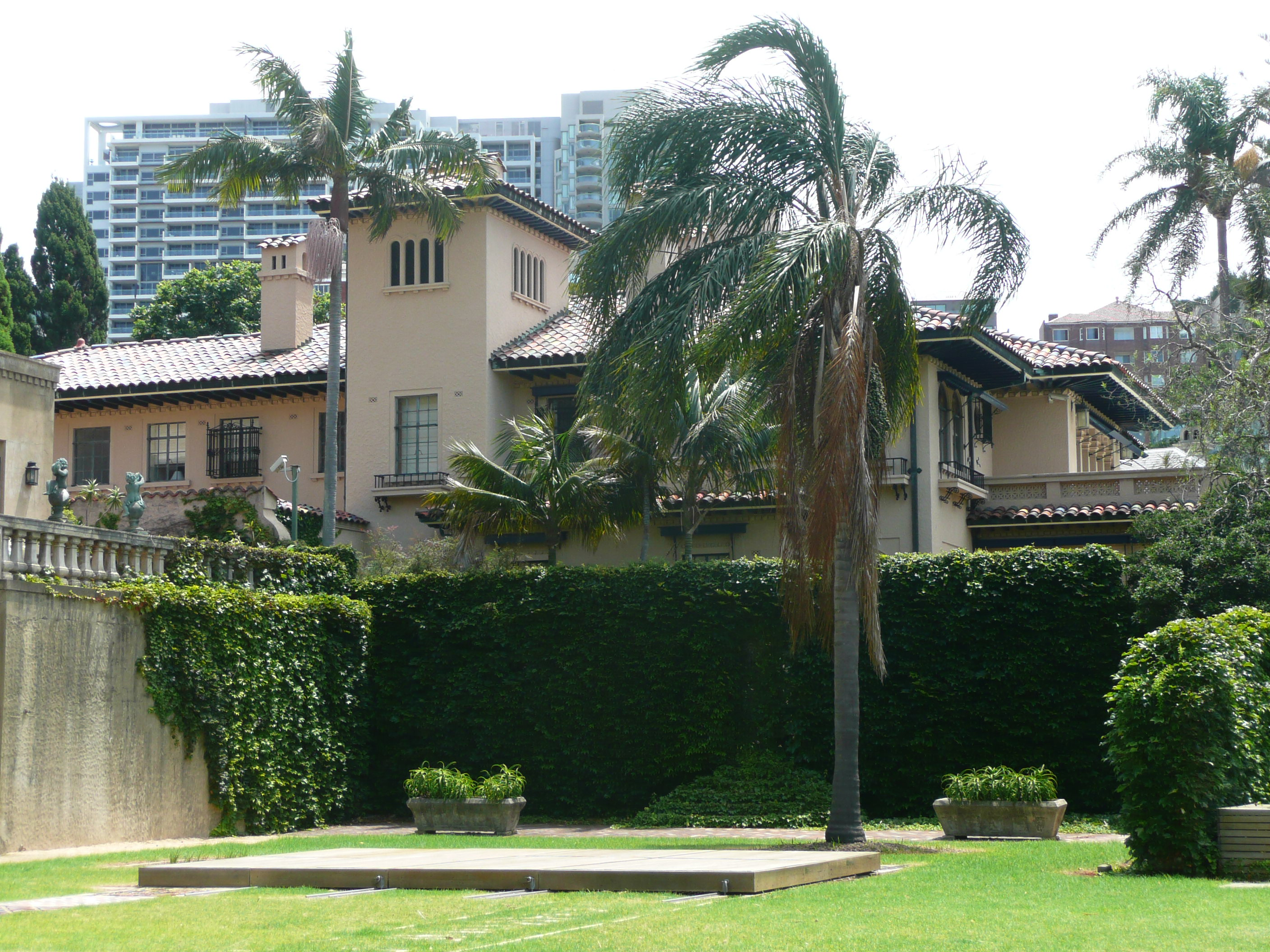